# Cleonymus obscurus
Cleonymus obscurus is een vliesvleugelig insect uit de familie Pteromalidae. De wetenschappelijke naam is voor het eerst geldig gepubliceerd in 1837 door Walker.